# 쌍선충강
쌍선충강(雙腺蟲綱,Secernentea)은 선형동물문에 속하는 강이다. 쌍선은 있고, 쌍기는 퇴화되어있다. 배설기로는 측관이 있고, 부속 교미기관은 없다. 대부분이 기생성이지만, 흙 속에서 자유생활을 하는 것도 있다. 쌍선충강은 원충목, 식물선충목, 선미선충목으로 나뉜다.

## 종류
- 원충목 : 개구리선충류, 두비니구충, 말원충, 동양모양충
- 식물원충목 : 뿌리선충류, 밀감선충류, 딱기선충류
- 선미선충목 (Spirurida) - 메디나선충, 동양안충, 개심장사상충, 마레이사상충, 반크롭트사상충, 예쁜식도충
- 간선충목 (Rhabditida) - 돼지회충

## 참고 문헌
- 《동물분류학》 - 한국동물분류학회(2008), 집현사